# Ministère de coordination des Affaires économiques
Le Ministère de coordination des Affaires économiques de l'Indonésie (en indonésien : Kementerian Koordinator Bidang Perekonomian) est le ministère du cabinet indonésien chargé de la coordination et de la planification des politiques publiques dans le domaine de l'économie. 
À ce titre il coordonne l'action de dix ministères (Finances, Industrie, Commerce, Agriculture, Emploi, Coopération & PME, Entreprises publiques, Travaux publics & Logement, Planification terrestre & spatiale, ainsi que Environnement & Forêts). 
Ce ministère est dirigé par un ministre coordinateur. Le ministre coordinateur actuel est Airlangga Hartarto. 

## Ministères coordonnés
Les ministères coordonnés par ce ministère de coordination sont : 
- Ministère des Finances
- Ministère de l'Industrie
- Ministère du Commerce
- Ministère de l'Agriculture
- Ministère de l'Emploi
- Ministère de la Coopération et des Petites et Moyennes entreprises
- Ministère des Entreprises publiques
- Ministère des Travaux publics et du Logement
- Ministère de la Planification terrestre et spatiale
- Ministère de l'Environnement et des Forêts

## Liste des ministres coordinateurs
Voici la liste des ministres coordinateurs des Affaires économiques depuis sa création : 
1. Hamengkubuwono IX (28 mars 1966 - 8 mars 1973)
2. Widjojo Nitisastro (28 mars 1973 - 19 mars 1983)
3. Ali Wardhana (19 mars 1983 - 21 mars 1988)
4. Radius Prawiro (23 mars 1988 - 17 mars 1993)
5. Saleh Afiff (17 mars 1993 - 14 mars 1998)
6. Ginandjar Kartasasmita (14 mars 1998 - 20 octobre 1999)
—. Hartarto Sastrosoenarto (par intérim) (1er octobre 1999 - 20 octobre 1999)
7. Kwik Kian Gie (20 octobre 1999 - 23 août 2000)
8. Rizal Ramli (20 août 2000 - 12 juin 2001)
9. Burhanuddin Abdullah (12 juin 2001 - 9 août 2001)
10. Dorodjatun Kuntjoro-Jakti (9 août 2001 - 20 octobre 2004)
11. Aburizal Bakrie (21 octobre 2004 - 5 décembre 2005)
12. Boediono (5 décembre 2005 - 17 mai 2008)
—. Sri Mulyani Indrawati (par intérim) (13 juin 2008 - 20 octobre 2009)
13. Hatta Rajasa (22 octobre 2009 - 13 mai 2014)
14. Chairul Tanjung (19 mai 2014 - 20 octobre 2014)
15. Sofyan Djalil (27 octobre 2014 - 12 août 2015)
16. Darmin Nasution (12 août 2015 - 20 octobre 2019)
17. Airlangga Hartarto (23 octobre 2019 - )